# Česká Ves (Město Albrechtice)

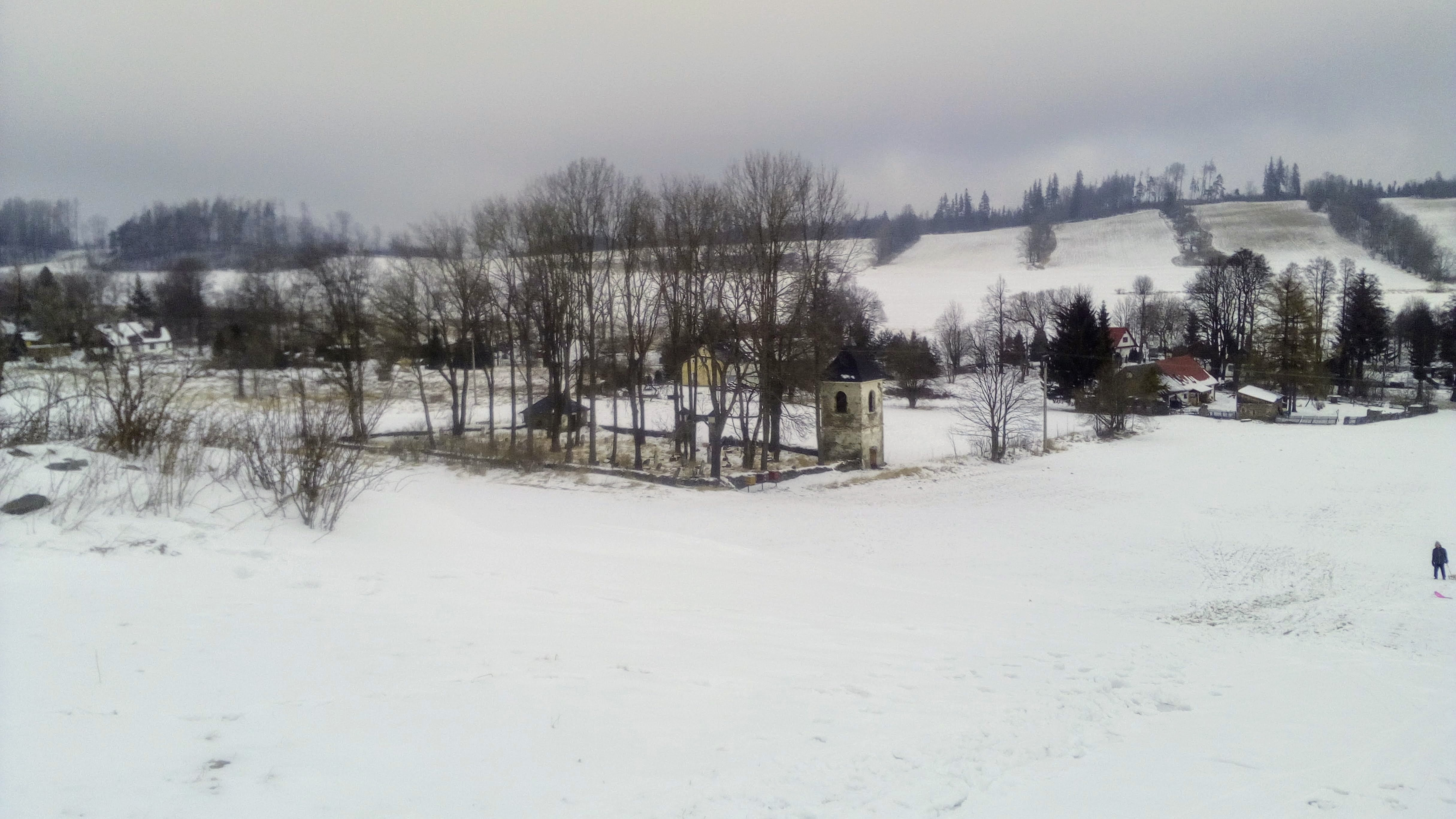
Blick von Süden auf das Dorf, im Vordergrund der evangelische Friedhof

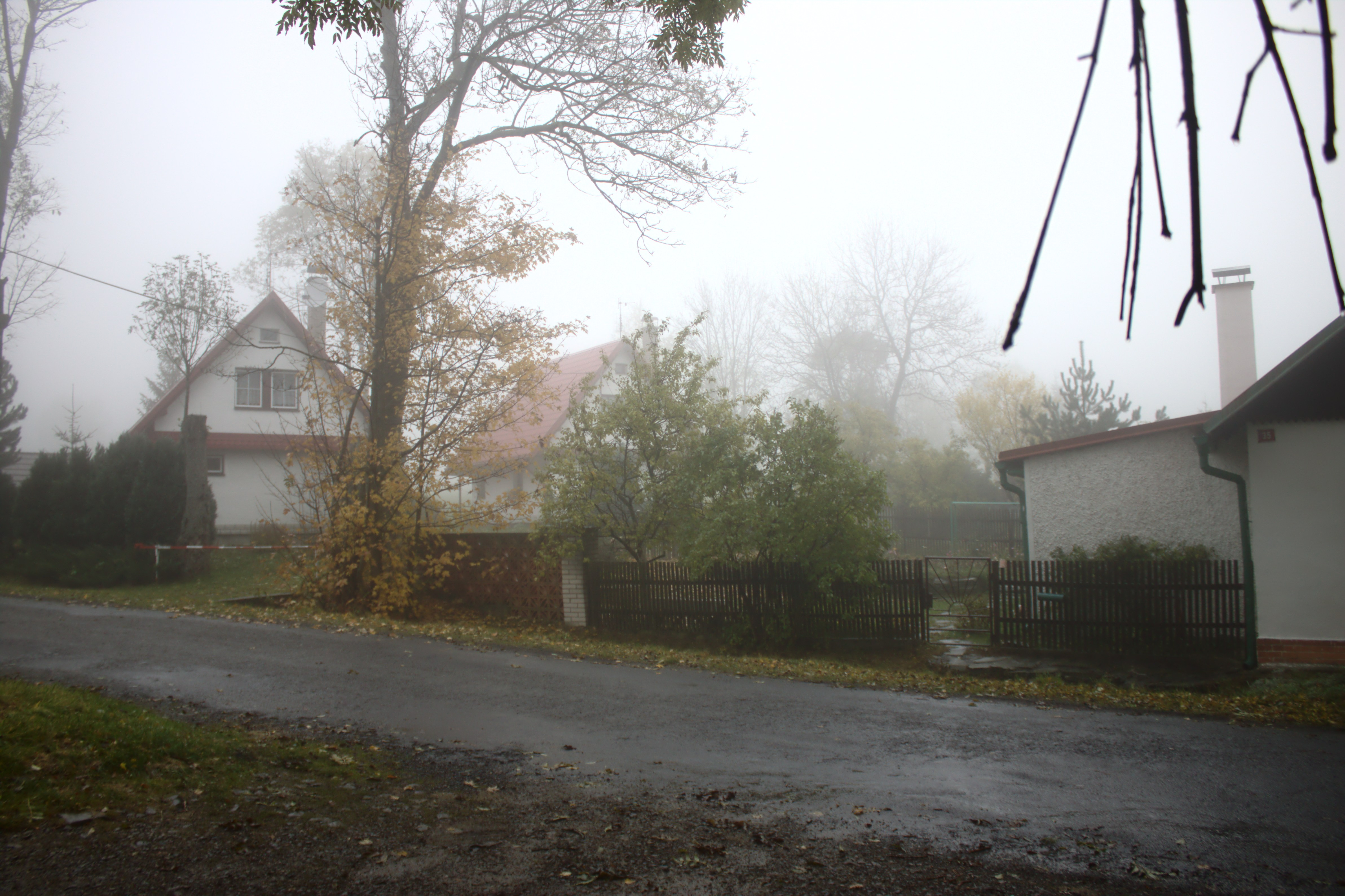
Häuser an der Dorfstraße

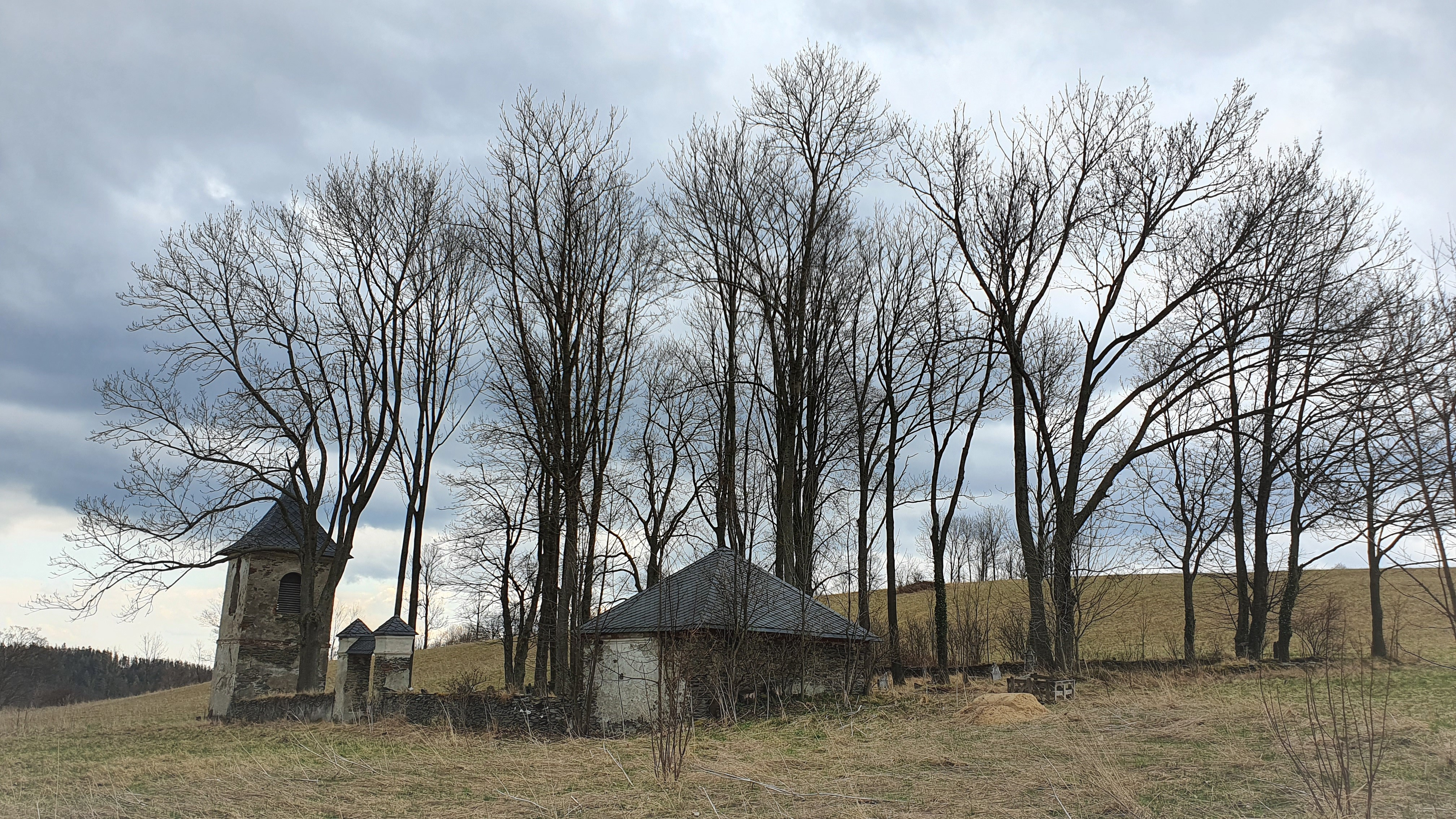
Evangelischer Friedhof

Česká Ves, bis 1970 Nová Ves, (deutsch Neudörfel, 1938–1945 Neudörfel I) ist ein Ortsteil der Stadt Město Albrechtice (Olbersdorf) in Tschechien. Er liegt drei Kilometer südwestlich von Město Albrechtice und gehört zum Okres Bruntál.

## Geographie
Der als Hufendorf angelegte Ort erstreckt sich auf einer Länge von zweieinhalb Kilometern in der Brantická vrchovina (Bransdorfer Hügelland) von der Hochebene bis in ein linkes Seitental des Kobylí potok (Kohlbach). Nördlich erheben sich die Karlova hora (717 m. n.m.) und die Poutní hora (Riemerberg, 708 m. n.m.), im Osten die Hraničná (652 m. n.m.), südöstlich der Rozdíl (Wachstein, 633 m. n.m.) und der Oldřichov (652 m. n.m.), im Süden der Na Kopci (705 m. n.m.) und südwestlich der Nad alejí (742 m. n.m.).
Nachbarorte sind Hynčice (Heinzendorf) im Norden, Ves Albrechtice (Dorf Olbersdorf) und Město Albrechtice im Nordosten, Žáry (Oberschaar) im Osten, Burkvíz (Burgwiese), Matyášovy (Matzhof) und Vraclávek (Klein Bressel) im Südosten, Křížová (Kreuzberg) und Staré Purkartice (Alt Bürgersdorf) im Süden, Hutě (Hütte) und Dlouhá Ves (Langendorf) im Südwesten, Dolní Holčovice (Nieder-Hillersdorf) im Westen sowie Hejnov (Heindorf) im Nordwesten.

## Geschichte
Die erste schriftliche Erwähnung von Neudörfel erfolgte 1377 im Zuge der Teilung des Herzogtums Troppau. Nachdem das Dorf im 15. Jahrhundert wüst gefallen war, wurde es um 1560 durch die Besitzer der zum Herzogtum Troppau gehörigen Herrschaft Geppersdorf, die Herren von Füllstein, neu besiedelt und 1562 als Malá Víska bezeichnet. Mandalena von Füllstein, die 1577 nach dem Tod ihrer Schwester Anna alleinige Besitzerin von Geppersdorf geworden war, überschrieb im nachfolgenden Jahr die Dörfer Wüst Neudörflein, Gotschdorf, Hillersdorf, Klein Bressel und Mocker sowie die Wüstungen Matzwies (Matyášovy) und Kohlbach ihrer ältesten Tochter Bohunka Krawarn von Schlewitz (Bohunka Kravařská ze Šlevic), die daraus eine eigene Herrschaft bildete. 1580 vererbte Bohunka von Schlewitz die neue Herrschaft Gotschdorf ihrem Mann Johann d. Ä. Skrbenský von Hrzistie (Jan st. Skrbenský z Hříště). Die Herren Skrbenský waren in dieser Zeit zum Protestantismus übergetreten. Zu Beginn des 17. Jahrhunderts wurde in Neudörfel eine Kirche errichtet und mit einem evangelischen Pfarrer versehen.
Nachdem das Herzogtum Troppau 1614 dem Katholiken Karl von Liechtenstein zugefallen war, begann dieser mit der Rekatholisierung der Bevölkerung. Karl Eusebius von Liechtenstein setzte dies fort, blieb aber damit in der Herrschaft Gotschdorf wenig erfolgreich, da sich die protestantischen Grundherren, Johann Skrbenský und später dessen Sohn Christoph Bernhard, diesem Bestreben widersetzten.
Nachdem die evangelischen Pfarrer aus Hillersdorf und Neudörfl vertrieben worden waren, teilte der Olmützer Bischof
Franz Seraph von Dietrichstein im November 1631 die Pfründe der Neudörfler Pfarrei, ohne Kenntnis von Johann Skrbenský, dem Prediger Michael Heinrich Oppitz zu, und erklärte die Hillersdorfer Kirche, für die sich kein katholischer Pfarrer fand, zur Filialkirche von Neudörfl. Damit erstreckte sich der Neudörfler Pfarrsprengel auf die gesamte Herrschaft Gotschdorf. Oppitz verwaltete zudem noch die Pfarreien Olbersdorf, Heinzendorf und Tropplowitz. Durch die Umstände seiner Einsetzung war das Verhältnis zwischen dem Pfarrverweser Oppitz und Johann Skrbenský so schlecht, dass Oppitz noch im selben Jahr auf eine Pfarrstelle in Mähren wechselte. Nach seinem Weggang predigten wieder Protestanten in Neudörfl. Die 1670 vom Olmützer Jesuitenkollegium in die Herrschaft Gotschdorf entsandten Missionare Arnold Engel und Johann Pinter stießen auf ständigen passiven Widerstand. Nachdem Engel, der von den Protestanten „Jesu-Wüter“ genannt wurde, mit Hilfe der Jägerndorfer Dragoner die Kirchen in Hillersdorf, Gotschdorf und Neudörfl sowie den Hillersdorfer Friedhof beschlagnahmen ließ und an die Katholiken übergab, legten die Dorfgemeinden Langendorf, Hirschberg, Hillersdorf, Kuttelberg, Neudörfl und Kreuzberg am 15. Dezember 1670 Protest ein und verwiesen auf die den Protestanten 1605 durch den Kirchengründer Jaroslaus Skrbenský erteilten Privilegien. Der Prostest blieb erfolglos, auch dem Grundherrn Christoph Bernhard Skrbenský waren in dieser Sache die Hände gebunden. 1671 setzte das Olmützer Kollegiatstift Andreas von Eka als neuen Administrator für die „Ketzerherde“ in der Pfarrei Neudörfl ein. Er erhielt einen unfreundlichen Empfang und resignierte 1672 wegen Geldmangels. Weitere Missionare folgten; die Bevölkerung blieb jedoch mehrheitlich evangelisch. Einer von ihnen war Matheus Xaverius Beitlich; er beschwerte sich 1690 über Johann Christoph Skrbenský wegen der Einsetzung protestantischer Erbrichter in Gotschdorf, Neudörfl und Langendorf sowie die Zulassung von protestantischen Trauungen in den Wäldern. Ab 1687 wurden in Neudörfl Kirchenbücher geführt. Im Zuge der Errichtung einer katholischen Pfarrei in Hillersdorf wurden 1786 die Dörfer Hillersdorf, Hirschberg und Kuttelberg aus der Pfarrei Neudörfl ausgegliedert.
Die Herren Skrbenský hielten die Herrschaft Gotschdorf über zweieinhalb Jahrhunderte; 1831 musste sie Karl Traugott Gabriel Skrbenský wegen Überschuldung an Karl von Strachwitz verkaufen.
Im Jahre 1835 standen in Neudörfl 88 Häuser in zwei Reihen längs dem Tal, in denen 576 deutschsprachige Einwohner, davon 292 Katholiken und 284 Protestanten lebten. Haupterwerbsquellen waren die Flachsspinnerei, der Holzschlag und der Ackerbau. Im Ort gab es die katholische Pfarrkirche St. Simon und Juda sowie eine katholische Schule. Neudörfl war katholischer Pfarrort für Altbürgersdorf, Gotschdorf, Hütten, Kleinbressel, Kreuzberg und Langendorf. Die Protestanten waren nach Hillersdorf gepfarrt. Die Nutzfläche umfasste 326 Joch Ackerland, 260 Joch Wald, 33 Joch Hutweiden und zwei Joch Wiesen. Nach dem Tode des Karl von Strachwitz ging die Herrschaft 1837 an dessen Schwiegersohn Heinrich von Arco über. Bis zur Mitte des 19. Jahrhunderts blieb Neudörfl der Herrschaft Gotschdorf untertänig.
Nach der Aufhebung der Patrimonialherrschaften bildete Neudörfl / Nová Víska ab 1849 eine Gemeinde Gerichtsbezirk Olbersdorf. Der evangelische Friedhof wurde 1857 angelegt. Ab 1869 gehörte Neudörfl / Nová Ves zum Bezirk Jägerndorf. Zu dieser Zeit hatte das Dorf 513 Einwohner und bestand aus 95 Häusern. Im Jahre 1900 lebten in Neudörfel 401 Personen, 1910 waren es 350. Nach dem Ende des Ersten Weltkrieges 1918 wurde Neudörfel Teil der neugegründeten Tschechoslowakei. Beim Zensus von 1921 lebten in den 87 Häusern der Gemeinde Neudörfel / Nová Ves 318 Personen, davon 316 Deutsche. Im Jahre 1930 bestand Neudörfel aus 84 Häusern und hatte 325 Einwohner. Nach dem Münchner Abkommen wurde die Gemeinde im Herbst 1938 dem Deutschen Reich zugesprochen und gehörte bis 1945 zum Landkreis Jägerndorf. Der Gemeindename wurde zur Unterscheidung von einer gleichnamigen Gemeinde in Neudörfel I geändert. Zu dieser Zeit lebten in der Gemeinde 305 Personen.  Nach dem Ende des Zweiten Weltkrieges 1945 kam Nová Ves zur Tschechoslowakei zurück. Die deutschsprachige Bevölkerung wurde 1946 größtenteils vertrieben und das Dorf mit griechischen Bürgerkriegsflüchtlingen wiederbesiedelt. Die katholische Pfarrei erlosch. 1950 lebten in den 56 Häusern von Nová Ves 120 Personen. Zahlreiche Häuser des Dorfes blieben unbewohnt und verfielen. 1957 erfolgte die Eingemeindung nach Město Albrechtice. Mit Beginn des Jahres 1961 wurde das Dorf in den Okres Bruntál umgegliedert. In jenem Jahr lebten 113 Personen in Nová Ves. Im Laufe der 1960er Jahre verließen die meisten Bewohner das Dorf und kehrten nach Griechenland zurück. 1970 hatte Nová Ves nur noch acht Einwohner. Am 22. Oktober 1970 erhielt das Dorf den neuen Namen Česká Ves. 1980 ordnete der Städtische Nationalausschuss den Abriss der verfallenen Kirche St. Simon und Juda an. 1991 bestand der Ort aus 21 Wohnhäusern und hatte vier Einwohner. Beim Zensus von 2011 lebten in den 38 Wohnhäusern von Česká Ves 18 Personen.

## Ortsgliederung
Der Ortsteil bildet den Katastralbezirk Česká Ves u Města Albrechtic.

## Sehenswürdigkeiten
- Ehemaliger evangelischer Friedhof, südlich über dem Dorf. Am Rande des 1857 angelegten und seit 1946 ungenutzten Friedhofs stehen ein steinerner Glockenturm und ein Totenhaus.[5] Durch den Bürgerverein Hnutí Duha Jeseníky, der den verwahrlosten Friedhof erwarb, wird er seit 2006 gepflegt.[6]
- Poutní hora (Riemerberg), nördlich von Česká Ves. Auf dem Berg stand seit dem 16. Jahrhundert eine kleine Kapelle. An deren Stelle ließen die Neisser Jesuiten ab 1733 eine weit sichtbare Wallfahrtskirche errichten, die 1760 geweiht und 1782 im Zuge der Josephinischen Reformen aufgehoben wurde. Die letzte Messe zur Entweihung wurde am 26. Juli 1784 gehalten. Der Abriss der Kirche erfolgte 1788.[7]